# Simon Ammann
Simon Ammann (Grabs, 25 giugno 1981) è un saltatore con gli sci svizzero, quattro volte campione olimpico alle Olimpiadi di Salt Lake City 2002 e Vancouver 2010.

## Biografia

### Stagioni 1998-2002
Ha debuttato nel Circo bianco in occasione della prova di Coppa del Mondo del 29 dicembre 1997 a Oberstdorf (15°); nella stessa stagione ha partecipato ai XVIII Giochi olimpici invernali di Nagano 1998 (35° nel trampolino normale, 39° nel trampolino lungo, 6° nella gara a squadre).
Non ha conseguito risultati di rilievo fino alla stagione 2001-2002, quando ha ottenuto il primo podio in Coppa del Mondo, il 16 dicembre 2001 a Engelberg (2°). Nel febbraio successivo la doppia vittoria di Amman ai XIX Giochi olimpici invernali di Salt Lake City 2002 nelle due gare individuali, dal trampolino normale K90 e dal trampolino lungo K120, arrivò del tutto inaspettata. Un mese dopo i Giochi, Amman ha ottenuto anche la sua prima vittoria in Coppa del Mondo sul trampolino di Holmenkollen a Oslo il 17 marzo.

### Stagioni 2003-2007
Nelle stagioni seguenti Amman è salito solo sporadicamente sul podio in Coppa e non ha ottenuto risultati di rilievo né ai Campionati mondiali né ai Mondiali di volo; ai XX Giochi olimpici invernali di Torino 2006 è stato 38° nel trampolino normale, 15° nel trampolino lungo, 7° nella gara a squadre.
È tornato al successo nella stagione 2006-2007, prima in Coppa del Mondo e poi ai Mondiali di Sapporo, dove ha vinto l'oro nel trampolino lungo HS134 e l'argento nel trampolino normale HS100.

### Stagioni 2008-2011

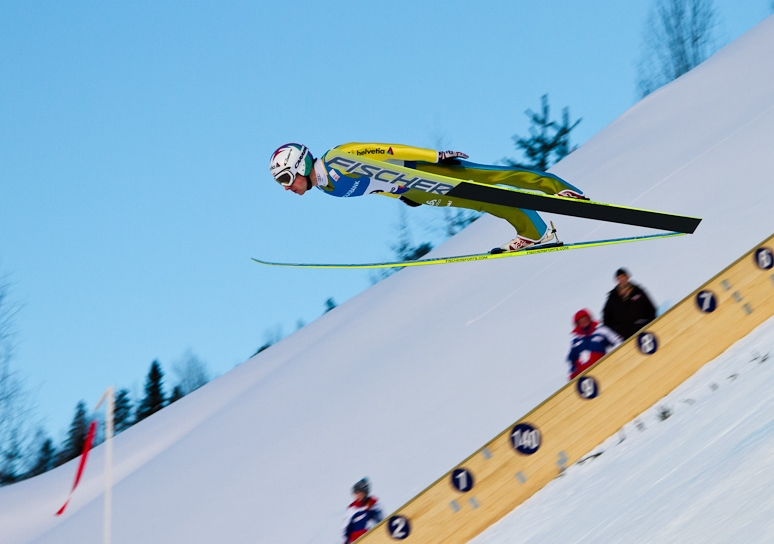
Ammann in gara sul Vikersundbakken nel 2011

Dopo una stagione 2007-2008 povera di risultati, in quella 2008-2009 è tornato ai massimi livelli, ottenendo vari podi in Coppa, chiudendo al secondo posto in classifica generale e conquistando una medaglia di bronzo ai Mondiali di Liberec.
Nel 2009-2010 è stato costantemente al vertice della disciplina. Il 13 febbraio 2010 ha ottenuto la terza vittoria olimpica ai XXI Giochi olimpici invernali di Vancouver 2010, dal trampolino normale. Ha bissato il successo una settimana dopo dal trampolino lungo. Nello stesso anno si è aggiudicato anche l'oro ai Mondiali di volo disputati a Planica, in Slovenia, e a fine stagione ha vinto tutte e quattro le prove del Nordic Tournament, diventando il primo svizzero a conquistare la Coppa del Mondo.
Nel 2011 ha ottenuto un altro bronzo iridato ai Mondiali di Oslo e stabilì il record nazionale svizzero di volo con gli sci, con la misura di 238,5 metri ottenuta sul trampolino Vikersundbakken di Vikersund, in Norvegia, il 14 febbraio; in Coppa è stato secondo in classifica generale.

### Stagioni 2012-2025
Ai Mondiali di volo del 2012 non è riuscito a difendere il titolo conquistato a Planica, chiudendo 14º, così come non ha ottenuto piazzamenti di rilievo Mondiali della Val di Fiemme 2013. Ai XXII Giochi olimpici invernali di Soči 2014 si è classificato 17º nel trampolino normale e 23º nel trampolino lungo, mentre ai Mondiali di volo di Harrachov 2014 si è piazzato al 16º posto nella gara individuale. L'anno dopo ai Mondiali di Falun 2015 si è classificato 16º nel trampolino normale, 23º nel trampolino lungo e 10º nella gara a squadre dal trampolino lungo.
Ha preso parte ai Mondiali di volo di Tauplitz 2016, classificandosi 16º nella gara individuale; l'anno dopo ai Mondiali di Lahti 2017, si è classificato 21º nel trampolino normale, 14º nel trampolino lungo e 10º nella gara a squadre dal trampolino lungo. Ai Mondiali di volo di Oberstdorf 2018 è stato 12º nella gara individuale e 6º in quella a squadre e ai successivi XXIII Giochi olimpici invernali di Pyeongchang 2018 si è classificato 11º nel trampolino normale e 13º nel trampolino lungo; l'anno successivo ai Mondiali di Seefeld in Tirol è stato 12º nel trampolino normale, 15º nel trampolino lungo e 7º nella gara a squadre, mentre a quelli di Oberstdorf 2021 si è classificato 20º nel trampolino normale, 26º nel trampolino lungo e 7º nella gara a squadre. Ai XXIV Giochi olimpici invernali di Pechino 2022 si è piazzato 25º nel trampolino normale, 25º nel trampolino lungo e 8º nella gara a squadre; ai successivi Mondiali di volo di Vikersund 2022 è stato 23º nella gara individuale e ai Mondiali di Planica 2023 si è classificato 28º nel trampolino normale, 22º nel trampolino lungo, 6º nella gara a squadre e 7º nella gara a squadre mista. Ai Mondiali di volo di Tauplitz 2024 si è piazzato 28º nella gara individuale e 6º in quella a squadre e ai Mondiali di Trondheim 2025 è stato 42º nel trampolino normale, 35º nel trampolino lungo e 9º nella gara a squadre.

## Palmarès

### Olimpiadi
- 4 medaglie:
  - 4 ori (trampolino normale, trampolino lungo a Salt Lake City 2002; trampolino normale, trampolino lungo a Vancouver 2010)

### Mondiali
- 4 medaglie:
  - 1 oro (trampolino lungo a Sapporo 2007)
  - 1 argento (trampolino normale a Sapporo 2007)
  - 2 bronzi (trampolino normale a Liberec 2009; trampolino lungo a Oslo 2011)

### Mondiali di volo
- 1 medaglia:
  - 1 oro (individuale a Planica 2010)

### Coppa del Mondo
- Vincitore della Coppa del Mondo nel 2010
- 80 podi (tutti individuali):
  - 23 vittorie
  - 31 secondi posti
  - 26 terzi posti

#### Coppa del Mondo - vittorie
| Data             | Località               | Nazione   | Trampolino                  |
| ---------------- | ---------------------- | --------- | --------------------------- |
| 17 marzo 2002    | Oslo                   | Norvegia  | Holmenkollen K115           |
| 2 dicembre 2006  | Lillehammer            | Norvegia  | Lysgårdsbakken HS134        |
| 18 marzo 2007    | Oslo                   | Norvegia  | Holmenkollen HS128          |
| 29 novembre 2008 | Kuusamo                | Finlandia | Rukatunturi HS142           |
| 7 dicembre 2008  | Trondheim              | Norvegia  | Granåsen HS140              |
| 13 dicembre 2008 | Pragelato              | Italia    | Stadio del Trampolino HS140 |
| 20 dicembre 2008 | Engelberg              | Svizzera  | Gross-Titlis-Schanze HS137  |
| 29 dicembre 2008 | Oberstdorf             | Germania  | Schattenberg HS137          |
| 6 dicembre 2009  | Lillehammer            | Norvegia  | Lysgårdsbakken HS138        |
| 18 dicembre 2009 | Engelberg              | Svizzera  | Gross-Titlis-Schanze HS137  |
| 20 dicembre 2009 | Engelberg              | Svizzera  | Gross-Titlis-Schanze HS137  |
| 17 gennaio 2010  | Sapporo                | Giappone  | Ōkurayama HS134             |
| 3 febbraio 2010  | Klingenthal            | Germania  | Vogtland Arena HS140        |
| 7 marzo 2010     | Lahti                  | Finlandia | Salpausselkä HS130          |
| 9 marzo 2010     | Kuopio                 | Finlandia | Puijo HS127                 |
| 12 marzo 2010    | Lillehammer            | Norvegia  | Lysgårdsbakken HS138        |
| 14 marzo 2010    | Oslo                   | Norvegia  | Holmenkollen HS128          |
| 1º gennaio 2011  | Garmisch-Partenkirchen | Germania  | Große Olympiaschanze HS140  |
| 22 gennaio 2011  | Zakopane               | Polonia   | Wielka Krokiew HS134        |
| 13 marzo 2011    | Lahti                  | Finlandia | Salpausselkä HS130          |
| 29 dicembre 2013 | Oberstdorf             | Germania  | Schattenberg HS137          |
| 28 novembre 2014 | Kuusamo                | Finlandia | Rukatunturi HS142           |
| 29 novembre 2014 | Kuusamo                | Finlandia | Rukatunturi HS142           |

#### Torneo dei quattro trampolini
- 16 podi di tappa[4]:
  - 3 vittorie
  - 5 secondi posti
  - 8 terzi posti

#### Nordic Tournament
- Vincitore del Nordic Tournament nel 2010
- 11 podi di tappa[4]:
  - 6 vittorie
  - 4 secondi posti
  - 1 terzo posto

#### Summer Grand Prix
- Vincitore della classifica generale nel 2009

## Riconoscimenti
- Medaglia Holmenkollen nel 2007